# Illusions perdues
Pour les articles homonymes, voir Illusions perdues (homonymie).
Illusions perdues, l'un des plus longs romans de La Comédie humaine d'Honoré de Balzac, a été publié en trois parties entre 1837 et 1843 : Les Deux Poètes, Un grand homme de province à Paris et Les Souffrances de l’inventeur. Dédié à Victor Hugo, ce texte fait partie du vaste ensemble des Études de mœurs de La Comédie humaine et, plus précisément, des Scènes de la vie de province. Attaché à ce qu'il qualifiait comme « une histoire pleine de vérité », Balzac considérait le triptyque composant Illusions perdues comme un élément capital de sa grande œuvre.
Inspiré à Balzac par son expérience dans l'imprimerie, Illusions perdues se déroule sous la Restauration et raconte l’échec de Lucien de Rubempré (Lucien Chardon), jeune provincial épris de gloire littéraire. Le roman dépeint les milieux de l’imprimerie et des cercles littéraires ainsi que les illusions de Lucien qui, après avoir fait du Journalisme et y avoir connu un certain succès, tombe en disgrâce lorsqu'il se rallie à la monarchie. De retour à Angoulême, il essaie d'obtenir l'appui de son ami imprimeur, sans succès. En contrepoint du parcours malheureux de ce « grand homme de province », alternativement héros et antihéros plein de faiblesses, l'histoire évoque les modèles de vertu que sont la famille de Lucien et le Cénacle, cercle intellectuel de « vrais grands hommes ». Les « illusions perdues » sont celles de Lucien face au monde littéraire et à sa propre destinée, mais aussi celles de sa famille envers les capacités et les qualités humaines du jeune homme.
Mal reçu par la critique de son époque, ce livre est devenu ensuite pour beaucoup, dont Marcel Proust, l'un des meilleurs de Balzac. Balzac en a écrit la première partie entre juillet et novembre 1836, écrivant à marche forcée pour échapper à une mise en demeure de son éditeur.

## Les Deux Poètes
Cette première partie, la plus courte des trois, se déroule à Angoulême. David Séchard est lié par une amitié profonde à Lucien Chardon (Lucien de Rubempré), jeune homme beau et lettré. Le père de David est le type même de l’avare. Il revend à son fils son imprimerie à des conditions extrêmement défavorables, et se retire à la campagne. David, qui a peu de goût pour les affaires, est proche de la ruine. Cependant, il parvient à subsister grâce au dévouement et à l’amour de celle qu'il aime et qu'il épouse, Ève, la sœur de Lucien. Il recherche en secret un procédé permettant de produire du papier à faible coût à partir de fibres végétales. Lucien, quant à lui, est épris d'une femme de la noblesse, Madame de Bargeton, qui voit en lui un poète de talent, tandis qu'il voit en elle sa Laure. À l’imitation de Pétrarque, il écrit un recueil de sonnets en son honneur. Elle s’éprend de lui et l’introduit dans la bonne société d'Angoulême. Cet amour entre un radieux jeune homme et une femme mariée suscite des commérages. Stanislas de Chandour surprend Lucien dans une position équivoque, et en parle dans la ville. Monsieur de Bargeton défie alors Chandour en duel et le bat. Pour échapper au scandale, les amoureux vont s'installer à Paris, où Lucien espère faire éditer un roman qu'il est en train d'écrire.

## Un grand homme de province à Paris
C’est la plus longue des trois parties. Lucien, arrivé à Paris, se découvre bien misérablement vêtu et logé, en comparaison des élégants Parisiens. Son amour pour Madame de Bargeton souffre aussi de la comparaison avec des femmes de l'aristocratie. Pauvre et peu au fait des mœurs de la capitale, il se couvre de ridicule en faisant, à l'Opéra, ses premiers pas dans le monde, et perd l'appui de madame de Bargeton. Ses tentatives pour faire publier ses livres, notamment auprès du libraire Doguereau, se soldent par des échecs. Il fait alors la connaissance de Daniel d'Arthez, écrivain de génie qui l’introduit au Cénacle, cercle de jeunes hommes de tendances politiques et d'occupations diverses, qui partagent dans une amitié parfaite une vie ascétique au service de l’art ou de la science. Lucien fréquente le Cénacle pendant un temps. Mais, trop impatient pour réussir par la voie ardue du seul travail littéraire, il cède à la tentation du journalisme, un univers corrompu dans lequel il connaît rapidement le succès grâce à des articles répondant aux goûts du jour. Il les signe « Lucien de Rubempré », prenant le nom de jeune fille de sa mère. Il s’éprend d’une jeune actrice qui l'adore, Coralie, et mène une vie de luxe en s'endettant. Son ambition le pousse d’un journal libéral à un journal royaliste. Cette absence totale de principes est très mal perçue par ses anciens amis du Cénacle, qui l’attaquent violemment, tandis que ses nouveaux collègues ne le soutiennent guère. Il se bat en duel avec Michel Chrestien lorsqu'il publie une critique négative d'un livre de D'Arthez, quoiqu'il adorât celui-ci après l'avoir lu (son directeur lui avait imposé de faire une critique négative, pour des raisons purement tactiques). Sa ruine est consommée lorsque Coralie tombe malade. Il assiste impuissant à son agonie et se résout finalement à retourner à Angoulême pour solliciter l’aide de David, à qui il avait déjà auparavant demandé plusieurs aides financières, qui lui avaient été versées à chaque fois.

## Les Souffrances de l'inventeur
D’abord publiée séparément sous le titre Ève et David, c'est la troisième et dernière partie du roman. David Séchard, au bout de nombreuses expériences, est parvenu à mettre au point un nouveau procédé de fabrication du papier sur lequel il travaillait depuis longtemps ; mais ses concurrents, les frères Cointet, veulent s'approprier ce procédé révolutionnaire avec la complicité d’un des employés de David. Par des manœuvres alambiquées mais légales, ils arrivent à le mettre en faillite en exigeant le paiement d'un effet financier que Lucien avait établi en contrefaisant la signature de David, alors qu'il avait besoin d'argent à Paris. Incapable de payer cette dette, dont le montant a été multiplié par les frais d'avocat, David doit être emprisonné et se cache. Non seulement son père refuse toute aide, mais les efforts d'Ève pour trouver un moyen de lui épargner la prison sont contrecarrés par Lucien, qui pense pouvoir obtenir le soutien de Madame de Bargeton, désormais l'épouse du préfet Sixte du Châtelet, l'un des aristocrates présents à la soirée organisée par Madame de Bargeton pour introduire Lucien. David est arrêté à la suite de deux lettres qui le font sortir de sa cachette, l'une envoyée par Lucien, et l'autre par l'avocat du couple, un traître qui désire un mariage avantageux arrangé grâce aux relations des Cointet.
Lucien, accablé de remords face à cette situation dont il est en grande partie responsable, opte pour le suicide. Alors qu'il est en chemin pour l'endroit où il veut se noyer, un abbé espagnol, Carlos Herrera, l'aborde et le convainc de renoncer à ce projet. Il se prétend diplomate et lui offre argent, vie de luxe et possibilité de vengeance à condition d'être obéi aveuglément. Lucien accepte ce pacte, envoie à David et Ève la somme nécessaire à l'apurement des dettes et part pour Paris avec le prêtre. Entre-temps, les Séchard se sont fait imposer un accord par les Cointet, qui exploiteront son invention. Le vieux Séchard meurt, le couple hérite de sa fortune et se retire à la campagne, dans le petit village de Marsac, pour y vivre simplement de ses rentes.

## Personnages principaux

### Lucien Chardon
Ce nom de Chardon, qu’il tient de son père, ne lui plaît pas car il nuit à ses espoirs de réussite mondaine. Il lui préfère le nom noble de sa mère, de Rubempré. Il essaie d’obtenir du Roi le droit de changer son nom. Il n'y parvient pas dans Illusions perdues, mais, plus tard, dans Splendeurs et misères des courtisanes, roman dans lequel il devient Lucien de Rubempré, un personnage lâche et sans scrupules, marionnette de Jacques Collin, le forçat rencontré à la fin des Souffrances de l’inventeur.
Il représente un idéal de beauté, qui devient son atout pour réussir dans le monde. Cette beauté a de fortes connotations féminines : « Lucien de Rubempré est sans doute l'image la plus précise que Balzac nous ait laissée de sa tentation féminine ; et il ne cesse de l'affronter à différentes figures où il incarnera sa virilité. » 
Cependant, dans Splendeurs et misères des courtisanes, Jacques Collin affirme que Lucien est viril par ses ambitions.
Il représente un des aspects de Balzac, celui du jeune écrivain provincial monté à Paris, qui dépense sans compter et s'essaye à différents métiers d'écriture (romancier, journaliste, poète…). Sa trajectoire littéraire correspond à celle du Balzac des premières années, quand celui-ci prostituait son talent en produisant, disait-il, des « cochonneries littéraires » sous des noms d'emprunt, dans de petits journaux à scandale comme La Caricature. Il est l'antithèse de Daniel d'Arthez, l'écrivain génial et intègre dans lequel Balzac projette son moi idéal.

### Ève Chardon, par la suite Séchard
La sœur de Lucien est une très belle brune qui partage la beauté physique de son frère mais, hormis ce point commun, elle est aux antipodes de celui-ci. Ève est travailleuse, modeste et sait trouver le bonheur au milieu d’une vie simple, contrairement à Lucien, qui a besoin du tourbillon du monde parisien pour se sentir quelqu’un. Elle est dévouée à son mari, David Séchard, ainsi qu’à son frère, à qui elle donne de l’argent car elle croit en son potentiel de futur écrivain. Lorsqu'elle apprend la scandaleuse conduite que celui-ci a montrée à Paris, Ève perd ses illusions à son égard et le considère avec méfiance. Balzac s’est inspiré de sa propre sœur, Laure Surville, pour créer ce personnage.

### David Séchard

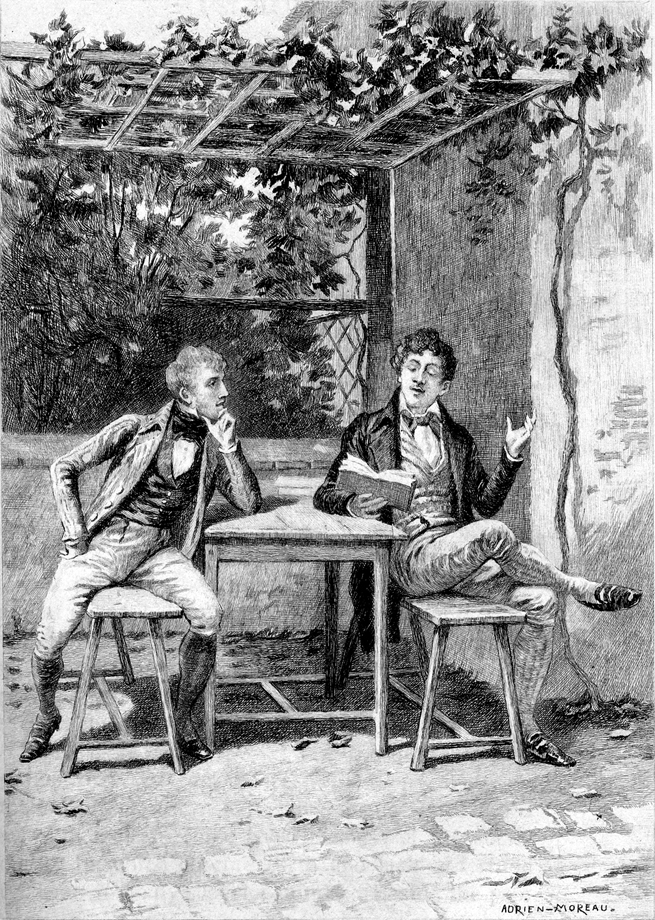
Lucien de Rubempré et David Séchard par Adrien Moreau

David est tout le contraire de son père avare, Jérôme-Nicolas Séchard, à qui il accepte de racheter l’imprimerie au triple de sa valeur réelle. Généreux, il offre de financer une partie du séjour à Paris de Lucien, son ancien camarade d’école, qu’il considère comme son frère. Lucide, il a conscience des défauts de Lucien, lequel aspire à une vie de plaisirs et de vanités plutôt que de travailler. David offre en cela un portrait opposé à celui de Lucien : il mène une vie simple et se préoccupe davantage des autres que de lui-même. Inventeur acharné, le génial David découvre un procédé pour fabriquer du papier à bas prix, mais, acculé par des dettes, il se fait déposséder de son brevet d’invention par les propriétaires de l’imprimerie concurrente, les frères Cointet.
Il ressemble à Balzac par son ardeur au travail.

### Marie-Louise-Anaïs de Bargeton, par la suite Sixte Du Châtelet
Marie-Louise-Anaïs de Nègrepelisse a épousé monsieur de Bargeton et est venue s’enterrer dans la ville d’Angoulême. Entourée de petits nobles médiocres et médisants, elle ne supporte pas la vie de province. Amoureuse d’art et de poésie, elle accueille la dévotion que lui témoigne le jeune Lucien et se fait sa protectrice, malgré les réactions outragées de la haute société locale qui voit dans cette relation un risque de scandale et de mésalliance. Elle décide de fuir cette atmosphère oppressante pour Paris. D'abord bien accueillie par la marquise d'Espard, sa parente, elle est critiquée par celle-ci pour sa relation avec un roturier. Sa froideur éloigne Lucien, à qui elle finit par vouer une haine durable.

### Le Cénacle
Le Cénacle est composé de jeunes gens honnêtes, honorables et d’une grande rigueur morale dont le génie s'épanouit grâce à un travail acharné. Il réunit des scientifiques, des écrivains, des artistes parmi lesquels :
- Daniel d'Arthez, écrivain pauvre, membre principal qui revient souvent dans La Comédie humaine ;
- Jean-Jacques Bixiou, caricaturiste qui cache sous son humour une grande sagesse ;
- Horace Bianchon, médecin, personnage récurrent important de La Comédie Humaine ;
- Joseph Bridau, peintre ;
- Michel Chrestien, poète et homme politique ;
- Léon Giraud, philosophe ;
- Louis Lambert (n'apparaît pas dans Illusions perdues).

### Personnages de cercle littéraire qui réapparaissent dansLa Comédie humaine
- Raoul Nathan, poète.
- Melchior de Canalis, poète.
- Étienne Lousteau, journaliste.
- Émile Blondet, journaliste.
- Andoche Finot, directeur de journal.
- Dauriat, libraire.

## Analyse du livre
La plupart des analyses littéraires de l’œuvre se sont rapportées principalement au passage médian à Paris.
Le critique littéraire marxiste Georg Lukács, dans Balzac et le réalisme français, voit dans ce roman, « l'épopée tragi-comique de la capitalisation de l'esprit », et plus précisément, la « transformation en marchandise de la littérature (et avec elle de toute idéologie) », la « capitalisation de la littérature depuis la production du papier jusqu'à la sensation lyrique ».
Naomi Lubrich dévoile comment tout au long du livre, l'industrie littéraire est comparée à l'industrie de la mode, par exemple en utilisant des termes identiques : Le terme « plume » désigne un ustensile d'écriture et un ornement de chapeau ; « tournure » et « style » sont des formes d'écriture et d'habillement ; les « boutiques » vendent des livres et des vêtements. Ces doubles linguistiques dévoilent l'intérêt commercial du journalisme, qui recherche la nouveauté et l'attrait superficiel.
L'écrivain Maurice Bardèche considère que l'ouvrage propose une analyse du mal du siècle comme « dilution de la vérité entre les impostures », sa lecture se fonde d'abord sur la seconde partie.

## Réception du livre
L'accueil réservé à ce livre par les contemporains de Balzac a été très négatif.
Ce que nous connaissons aujourd'hui comme un tout a été publié en plusieurs parties avec plusieurs années de décalage. Jules Janin, critique littéraire de l'époque, considère l'ouvrage comme un « insipide roman, oublié par tous ». Eusèbe Girault de Saint-Fargeau en parle comme d'une « longue et lourde diatribe contre la province », concluant qu'il s'agit d'un « roman sans action et sans intérêt ».
La deuxième partie du livre concentre toutes les critiques. Dans Le Corsaire, Janin écrit que « ce livre, dans lequel on n'entre que comme dans un égout, ce livre tout plein de descriptions fétides, ce livre dégoûtant et cynique, est tout simplement une vengeance de M. de Balzac contre la presse ». Janin rajoute que : « Jamais en effet, et à aucune époque de son talent, la pensée de M. de Balzac n'a été plus diffuse, jamais son invention n'a été plus languissante, jamais son style n'a été plus incorrect… ».
Ces critiques vont ternir la réputation de Balzac dans les milieux littéraires si bien que l'ouvrage sera assez peu réédité dans la seconde moitié du siècle, contrairement à ses autres romans plus populaires comme La Peau de chagrin ou Eugénie Grandet.

## Adaptations

### Cinéma
- 2021 : Illusions perdues de Xavier Giannoli

### Télévision
- Illusions perdues, série télévisée réalisée en 1966 par Maurice Cazeneuve pour l'ORTF avec Yves Rénier, Anne Vernon et François Chaumette.

### Radio
- Illusions perdues d'Honoré de Balzac, feuilleton radiophonique en 15 épisodes, France culture, octobre 2022 .

### Théâtre
- Illusions perdues de Pauline Bayle, créé en 2020 au Théâtre de la Bastille[10].

### En français
- Suzanne-Jean Bérard, « La genèse d’un roman de Balzac : Illusions perdues, 1837. I : Thèmes et expériences. II : Du manuscrit à l’édition », Paris, Colin, 1961.
- Patrick Berthier, « Au chevet de Coralie : retour sur un épisode très commenté d’Illusions perdues », L'Année balzacienne, 1995, no 16, p. 417-420.
- Patrick Berthier, « Jobisme », L’Année balzacienne, 1997, no 18, p. 423-426.
- Philippe Berthier, « Marcel et Charlus Herrera », Balzac. « Illusions perdues » : l’œuvre capitale dans l’œuvre, Françoise van Rossum-Guyon (éd.), Groningen, Univ. de Groningue, 1988, p. 94-103.
- Roger Bismut, « Illusions perdues et Ruy Blas, ou un aspect insoupçonné des relations entre Balzac et Victor Hugo », Les Lettres romanes, août 1981, no 35, vol. 3, p. 235-245.
- Catherine Cusset, « Illusion et ambition entre l’homme sadien et l’homme romantique : l’homme balzacien », L’Infini, printemps 1987, no 18, p. 115-120.
- Philippe Dufour, « Illusions perdues : une histoire des mœurs langagières », Information littéraire, janvier-mars 2004, no 56, vol. 1, p. 14-23.
- Alain-Philippe Durand, « Lucien Chardon-de Rubempré : champion du monde en titre(s) », Romance Quarterly, automne 2001, no 48, vol. 4, p. 250-256.
- Franck Évrard, « Bottes et feintes balzaciennes », Littératures, printemps 1991, no 24, p. 53-63.
- Jean Gaulmier, « Monde balzacien et monde réel : notes sur Illusions perdues », Balzac and the Nineteenth Century Studies in French Literature, Leicester, Leicester UP, 1972, p. 79-84.
- Francine Goujon, « Morel ou la dernière incarnation de Lucien », Bulletin d’informations proustiennes, 2001-2002, no 32, p. 41-62.
- Jeannine Guichardet, « Illusions perdues : quelques itinéraires en pays parisien », Balzac. « Illusions perdues » : l’œuvre capitale dans l’œuvre, Françoise van Rossum-Guyon (éd.), Groningen, Univ. de Groningue, 1988, p. 89-93.
- Annie Jourdan, « Le triomphe de Lucien de Rubempré : faux poète, vrai dandy », Balzac. « Illusions perdues » : l’œuvre capitale dans l’œuvre, Françoise van Rossum-Guyon (éd.), Groningen, Univ. de Groningue, 1988, p. 62-77.
- Willi Jung, « Un type révolutionnaire : Michel Chrestien », L’Année balzacienne, 1990, no 11, p. 89-97.
- Annemarie Kleinert, « Du Journal des dames et des modes au Petit Journal d’Illusions perdues », L’Année balzacienne, 1995, no 16, p. 267-280.
- Mireille Labouret, « Méphistophélès et l’androgyne : les figures du pacte dans Illusions perdues », L’Année balzacienne, 1996, no 17, p. 211-230.
- Pierre Laforgue, « Ruptures et interruptions dans le récit romantique : quelques exemples tirés de Stendhal et de Balzac », Chantal Massol (éd.), Lise Dumasy, intro., Stendhal, Balzac, Dumas. Un récit romantique ?, Toulouse, PU du Mirail, 2006, p. 193-202.
- Michel Lichtlé, « Balzac, Illusions perdues », Information littéraire, juillet-septembre 2003, no 55, vol. 3, p. 58-61.
- Anne-Marie Baron, « Artifices de mise en scène et art de l’illusion chez Balzac », L’Année balzacienne, 1996, no 17, p. 23-35.
- Dominique Massonnaud, « Illusions perdues, l’œuvre capitale dans l’œuvre », Romanische Studien, no 3, 2016, online.
- Anne-Marie Meininger, « Illusions perdues et faits retrouvés », L’Année balzacienne, 1979, p. 47-78.
- Arlette Michel, « À propos de la poétique balzacienne : réalisme et Illusions perdues », Acta Baltica, 1980, no 1, p. 77-98.
- Nicole Mozet, « Au commencement est l’imprimerie », Balzac. « Illusions perdues » : l’œuvre capitale dans l’œuvre, Françoise van Rossum-Guyon (éd.), Groningen, Univ. de Groningue, 1988, p. 23-33.
- Jacques Neefs, « Illusions perdues: Représentations de l’acte romanesque »,Le Roman de Balzac : Recherches critiques, méthodes, lectures, Roland Le Huenen, Paul Perron, Montréal, Didier, 1980, p. 119-30.
- Jérôme Nicolas, « “Quels sont les plus forts ?” : la question de la prédestination des personnages d’Illusions perdues », Information littéraire, juillet-septembre 2004, no 56, vol. 4, p. 42-44.
- Per Nykrog, « Illusions perdues dans ses grandes lignes : stratégies et tactiques romanesques », Balzac. « Illusions perdues » : l’œuvre capitale dans l’œuvre, Françoise van Rossum-Guyon (éd.), Groningen, Univ. de Groningue, 1988, p. 34-46.
- Gaëtan Picon, « Les Illusions perdues ou l’espérance retrouvée », Mercure de France, 1958, no 332, p. 60-75.
- Gaëtan Picon, Balzac par lui-même, Paris, Éditions du Seuil, 1956, 191 p.
- Anthony R. Pugh, « Unité et création dans Illusions perdues », Roland Le Huenen, Paul Perron, Le Roman de Balzac. Recherches critiques, méthodes, lectures, Montréal, Didier, 1980, p. 99-107.
- Marcel Reboussin, « Balzac et la presse dans les Illusions perdues », French Review, décembre 1958, no 32, vol. 2, p. 130-137.
- Jean-François Richer, « Un lieu balzacien : le boudoir, Illusions perdues et La Duchesse de Langeais », Paul Perron, éd. et préf., Roland Le Huenen, éd. et préf., Stéphane Vachon, éd. et préf. Itinéraires du XIXe siècle, Toronto, Centre d’Études du XIXe siècle Joseph Sablé, 1996, p. 217-29.
- Franc Schuerewegen, « Le prix de la lettre : réflexions axiologiques » Balzac. « Illusions perdues » : l’œuvre capitale dans l’œuvre, Françoise van Rossum-Guyon (éd.), Groningen, Univ. de Groningue, 1988, p. 78-88.
- Hava Sussman, « Personnage, parole et écriture dans Illusions perdues », Les Lettres romanes, 1979, no 33, p. 3-11.
- Elizabeth Teichmann, « La source d’un épisode d’Illusions perdues : “Aloysius Block” et la veillée funèbre de Coralie », Modern Philology, Feb 1962, no 59, vol. 3, p. 225-226.
- Isabelle Tounier, « Titrer et interpréter », Balzac. « Illusions perdues » : l’œuvre capitale dans l’œuvre, Françoise van Rossum-Guyon (éd.), Groningen, Univ. de Groningue, 1988, p. 12-22.
- Timothy Unwin, « Les maximes de Balzac : l’exemple d’Illusions perdues », Romance Notes, automne 1991, no 32, vol. 1, p. 55-61.
- Stéphane Vachon, « Chronologie de la rédaction et de la publication d’Illusions perdues », Balzac « Illusions perdues » : l’œuvre capitale dans l’œuvre, Françoise van Rossum-Guyon (éd.), Groningen, Univ. de Groningue, 1988, p. 1-11.
- Françoise van Rossum-Guyon, « Ève et David : discours, actions, valeurs », Balzac. « Illusions perdues » : l’œuvre capitale dans l’œuvre, Françoise van Rossum-Guyon (éd.), Groningen, Univ. de Groningue, 1988, p. 47-61.
- Françoise van Rossum-Guyon, « La marque de l’auteur : l’exemple balzacien d’Illusions perdues », Degrés, printemps-été 1987, no 49-50, p. c1-c19.
- Françoise van Rossum-Guyon, Balzac. « Illusions perdues » : l’œuvre capitale dans l’œuvre, Groningen, Univ. de Groningue, 1988.
- Jacques Viard, « Balzac et le socialisme : Pierre Lerouxico-Sandique », L’Année balzacienne, 1993, no 14, p. 285-307.

### En anglais
- (en) Donald Adamson, Balzac: « Illusions perdues », Londres, Grant & Cutler, 1981.
- (en) Adam Bresnick, « The Paradox of Bildung: Balzac’s Illusions perdues », MLN, septembre 1998, no 113, vol. 4, p. 823-850.
- (en) A. S. Byatt, « The Death of Lucien de Rubempré », The Novel, volume 2 : Forms and Themes, Franco Moretti (éd.), Princeton, Princeton UP, 2006, p. 389-408.
- (en) Donald Haggis, « The Popularity of Scott’s Novels in France and Balzac’s Illusions perdues », Journal of European Studies, mars 1985, no 15, vol. 1 (57), p. 21-29.
- (en) George Holoch, « A Reading of Illusions perdues », Romanic Review, 1978, no 69, p. 307-321.
- (en) Alvin B. Kernan, « The Social Construction of Literature », The Kenyon Review, automne 1985, no 7, vol. 4, p. 31-46.
- (en) D. A. Miller, « Balzac’s Illusions Lost and Found », Yale French Studies, 1984, no 67, p. 164-181.
- (en) Lawrence R. Schehr, « Fool’s Gold: The Beginning of Balzac’s Illusions perdues », Symposium: A Quarterly Journal in Modern Literatures, été1982, no 36, vol. 2, p. 149-165.
- (en) Benjamin Sherwood Lawson, « Federated Fancies: Balzac’s Lost Illusions and Melville’s Pierre » Elaine D. Cancalon et Antoine Spacagna (éd.), Intertextuality in Literature and Film, Gainesville, UP of Florida, 1994, p. 37-47.
- (en) Bruce Tolley, « The “Cénacle” of Balzac’s Illusions perdues », French Studies, 1961, no 25, p. 324-337.
- (en) F. M. Warren, « Was Balzac’s Illusions perdues Influenced by Stendhal? », Modern Language Notes, mars 1928, no 43, vol. 3, p. 179-180.

### En allemand
- (de) Winfried Engler, « Der Poet und Balzacs wirkliche Welt: Lekture der Illusions perdues », Festgabe fur Julius Wilhelm zum 80. Geburtstag, Hugo Laitenberger, Wiesbaden, Steiner, 1977, p. 78-90.
- (de) Naomi Lubrich «Honoré de Balzac und die Semiotik der Mode » in: Quo Vadis Romania? Zeitschrift für eine aktuelle Romanistik, 43, 2014, 78–97
- (de) Markus Raith, « Die Bühne als Modell medial erfahrener Wirklichkeit in Balzacs Illusions perdues », PhiN: Philologie im Netz, 2004, no 30, p. 18-28.
- (de) (en) Stefan Zweig, Balzac, New York, Viking, 1946, 404 p.